# Podabrus kawaianus
Podabrus kawaianus es una especie de coleóptero de la familia Cantharidae.

## Distribución geográfica
Habita en Japón.